# Someday We'll Be Together
"Someday We'll Be Together" is een single uit 1961 van het duo Johnny & Jackey, bestaande uit de schrijvers van het nummer Johnny Bristol en Jackey Beavers. Overigens er was nog een derde schrijver, Harvey Fuqua bekend van The Moonglows. Met het nummer had het duo regionaal succes in het midden van de Verenigde Staten.
Johnny Bristol, die een paar jaar later stopte als artiest, had in 1969 een coverversie in gedachten voor de Motown groep Jr. Walker & The All Stars. Toen hij al de instrumentatie en de achtergrondzang had opgenomen kreeg Motown directeur Berry Gordy het nummer te horen. Hij vond het nummer beter als een eerste single voor de carrière van Diana Ross, dan voor Jr. Walker & The All Stars. Dit kwam doordat zij op dat moment The Supremes zou verlaten. Doordat het in eerste instantie als solosingle uitgebracht zou worden zijn niet de achtergrondzangeressen van The Supremes, Mary Wilson en Cindy Birdsong, te horen, maar studiozangeressen. Doordat Bristol eerst niet het gewenste resultaat van Diana Ross kreeg besloot hij haar aan te moedigen tijdens het zingen. Per ongeluk werd zijn stem ook opgenomen. Toen Bristol dit hoorde vond hij het goed bij het nummer passen en besloot hij zijn gedeelte er in te houden. Uiteindelijk had het nummer veel meer succes dan de originele versie. Het was zowel een #1 hit op de R&B lijst als op de poplijst en het haalde ook de top 15 in het Verenigd Koninkrijk. Het was de twaalfde #1 hit voor The Supremes en ook hun laatste. "Someday We'll Be Together" was niet alleen hun laatste #1 hit, maar de laatste #1 hit van de jaren 60 op de pop en R&B lijst. Op de laatstgenoemde lijst was het ook de eerste #1 hit van de jaren zeventig.
Het nummer kent bijzondere live optredens. Het was op het afscheidsconcert van The Supremes het laatste nummer dat de groep ooit met Diana Ross in de geleding uit zouden voeren. Ook werd het nummer als laatst gezongen op het reüniefestival "Motown 25". Bij dit optreden begon Ross met het nummer, waarna Wilson en Birdsong erbij kwamen zingen. Hierna werden zij gevolgd door Smokey Robinson en de rest van Motown. Toen het einde van het nummer naderde, pakte Wilson de microfoon en riep zij Motown oprichter Berry Gordy op het podium. Ross was hier echter niet blij mee, want zij had dat willen doen. Ze griste de microfoon uit de handen van Wilson en riep daarna Gordy het podium op. Bij de tv uitzending was dit gedeelte eruit geknipt, maar het nieuws bereikte wel diverse kranten.

## Bezetting
- Lead: Diana Ross
- Achtergrondzangeressen: Maxine en Julia Waters
- Instrumentatie: The Funk Brothers
- Mannelijke zang: Johnny Bristol
- Schrijvers: Johnny Bristol, Jackey Beavers en Harvey Fuqua
- Productie: Johnny Bristol
- Arrangeur: Wade Marcus